# Економетричне товариство
Економетричне товариство (англ. The Econometric Society) — це міжнародне незалежне товариство економістів, які зацікавлені в розвитку економіки із застосуванням статистичних та математичних інструментів.

## Історія
Економетричне товариство було засновано 29 грудня 1930 року в американському місті Клівленді, (штат Огайо). Засновниками та першими членами цієї організації стали: Рагнар Фріш, Чарльз Фредерік Роос, Йозеф Алоїз Шумпетер, Гарольд Готелінґ, Генрі Шульц, Карл Менгер, Едвін Бідвелл Вільсон, Фредерік Сесіл Міллс, Вільям Філдінг Огберн, Джеймс Харвей Роджерс, Малком Черчілл Рорті, Карл Снайдер, Волтер Ендрю Шухарт, Ойстін Оре, Інгвар Ведерванг і Норберт Вінер.
Першим президентом Економетричного товариства був обраний Ірвінг Фішер (список президентів Економетричного товариства).

## Діяльність
Основними формами діяльності Економетричного товариства є:
- Випуск з 1933 року до теперішнього часу економічного академічного журналу «Econometrica[en]», а також публікація з 2009 року журналів «Theoretical Economics» та «Quantitative Economics[en]»;
- публікація досліджень «Monograph Series[en]»;
- організація наукових заходів у шести регіонах світу.

## Нагороди
Починаючи з 1978 року, кожні два роки Економетричне товариство нагороджує видатного вченого-економіста медаллю Фріша. Головною вимогою отримання цієї престижної нагороди є публікація в Econometrica за останні п'ять років теоретичного чи емпіричного дослідження.

## Заходи
Почесним для кожного економіста є отримання запрошення на регіональні конференції та Всесвітній конгрес, який організовує товариство. Організація забезпечує проведення наступних заходів:
- лекція Фішера-Шульца (європейські зустрічі);
- лекція Якова Маршака (зустрічі, що проходять за межами Північної Америки та Європи);
- лекція Вальраса-Бовлі (північноамериканські зустрічі);
- лекція пам'яті Фріша (Всесвітній конгрес);
- лекція Коулса (північноамериканські літні зустрічі).

## Членство
Для того щоб стати членом Економетричного товариства, достатньо створити обліковий запис на офіційному сайті цієї організації та оплатити членський внесок, розмір якого залежить від виду доступу до ресурсів товариства. Підписка на 2019 рік на друковані та електронні версії журналів становить $230, а можливість доступу лише до онлайн-журналів — $140.